# The Trees
«The Trees» es una canción interpretada por la banda canadiense Rush. Fue lanzada en 1978 como el primer sencillo de su álbum Hemispheres. Neil Peart ha dicho que se inspiró para escribir la canción después de haber leído una tira cómica en la que los árboles discuten y pelean como los humanos.
Richard Cheese realizó una versión de la canción para su álbum de 2006 Silent Nightclub. Asimismo, fue incluida en los videojuegos Rock Band 2 y Rock Band Unplugged.